# Greg Austin (Schauspieler)

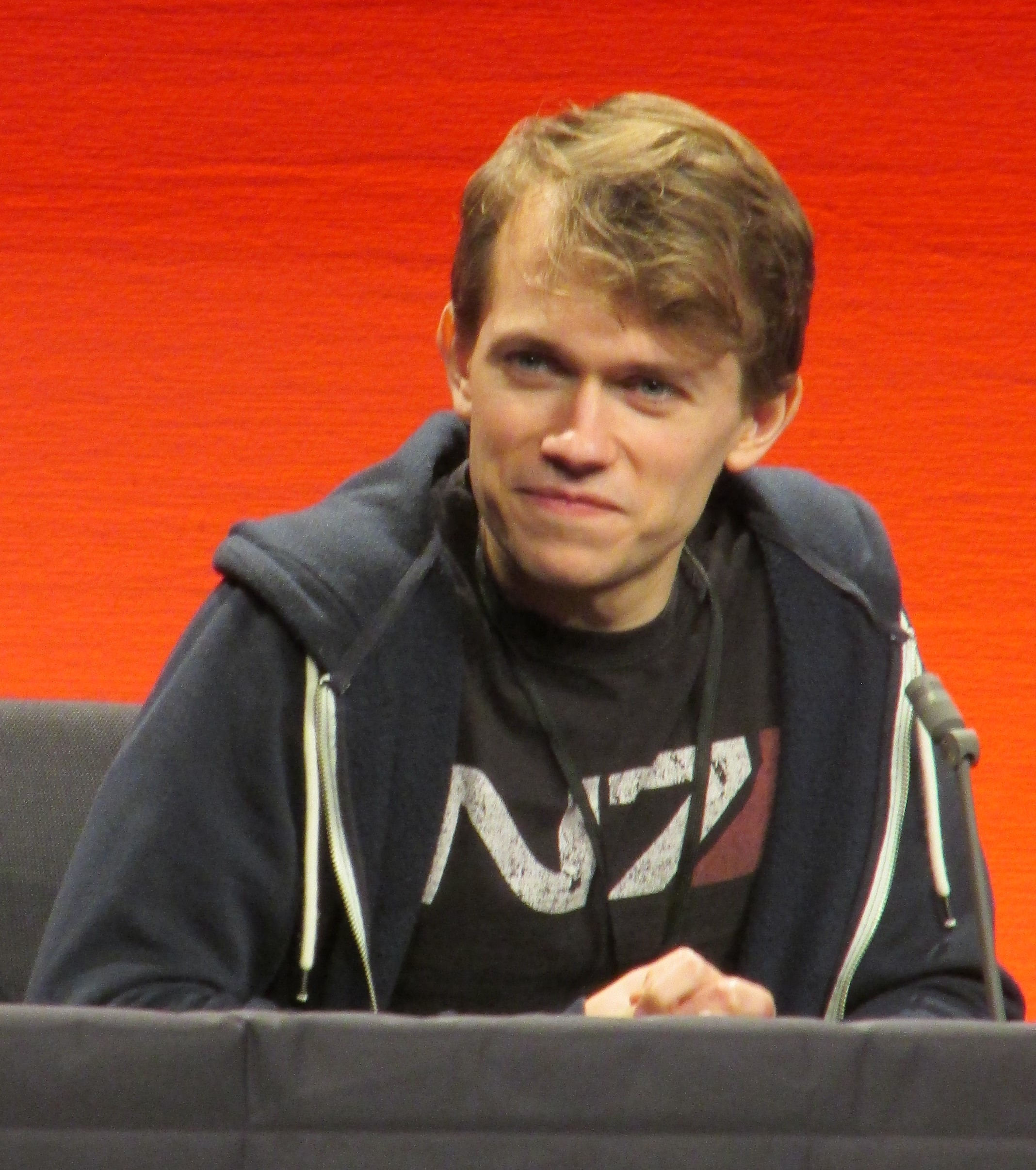
Greg Austin, 2017

Greg Austin (* 2. August 1992) ist ein britischer Schauspieler.

## Karriere
Austin wuchs in Bournemouth auf. Bevor er sich fürs Schauspielen interessierte, war er als Tänzer tätig. Er tanzte unter anderem Modern Dance, Ballett, Tap und Street Dance. Das führte dazu, dass er auch in Musicals auftrat. Später besuchte Austin die Arts Educational Schule in London, die er 2013 mit einem Musical Hochschulabschluss beendete. Von 2014 bis 2016 spielte Austin die Hauptrolle des jungen Gordon Selfridge in der ITVs Drama-Fernsehserie Mr Selfridge. Dieses Angebot bekam er bereits vor seinem Schulabschluss. Austin trat zudem als Rufus Barton in einer Episode von Law & Order: UK auf. Im Jahr 2015 war er in dem Kurzfilm Into the Surf zu sehen. Ein Jahr später spielte er die Hauptrolle in einem weiteren Kurzfilm mit dem Titel Backing Up.
2016 wurde Austin als Chalie Schmith im Doctor-Who-Spin-off Class gecastet. Austins Figur Charlie ist ein Außerirdischer, der sich in seinen Mitschüler Matteusz verliebt. Anfangs wusste Austin nicht, dass seine Figur außerirdisch ist. Als er das Skript las, glaubte er, dass Charlie ein wenig sozial zurückgeblieben sei und vielleicht eine milde Form des Asperger-Syndroms habe. Das half ihm, einen anderen Blick auf die Dinge zu haben und eine außerirdische Sichtweise zu bekommen.
Austin und seine Freundin Abigail Cole heirateten nach 9 ½ Jahren Beziehung im Oktober 2016. Austin hat seinen eigenen Youtube-Kanal unter dem Namen EuphAuric.

## Filmografie
- 2014–2016: Mr Selfridge (Fernsehserie, 30 Folgen)
- 2014: Law & Order: UK (Fernsehserie, 1 Folge)
- 2015: Into the Surf (Kurzfilm)
- 2016: Class (Fernsehserie, 8 Folgen)
- 2018: Der junge Inspektor Morse (Fernsehserie, 2 Folgen)
- 2018: Humans (Fernsehserie, 1 Folge)
- 2018: The Sixteenth Minute (Kurzfilm)
- 2019: Summer of Rockets (Fernsehserie, 6 Folgen)
- 2020–2023: Hunters (Fernsehserie, 15 Folgen)